# Rugby a 15 nel 1988

## Eventi principali
- Il 1988 vede l'avvicendamento tra Marco Bollesan e Loreto Cucchiarelli alla guida della Italia
- Il 31 dicembre gli azzurri affrontano per la prima volta l'Irlanda in un incontro ufficiale. È il primo contro una delle 4 squadre delle "Home Union" britanniche.
- Dopo la prima Coppa del modo cominciano a moltiplicarsi i contatti tra le federazioni più importanti e quelle minori e prolificano i tour delle nazionali che si recano oltremare per preparare gli impegni futuri, in particolare la Coppa del mondo 1991
- La Romania raggiunge il culmine della propria storia rugbystica conquistando uno storico successo con il Galles

## Attività Internazionale

### Incontri commemorativi: Bicentenario dell'Australia
| Sydney 15 maggio 1988 | Australia XV  | 48 – 32 | World XV | Concord Oval\| Arbitro: \| Clive Norling \| |
| Arbitro:              | Clive Norling |         |          |                                             |

### Autumn International
I principali tour nel periodo ottobre-dicembre:
- La selezione della Università di Oxford si reca in Giappone dove affronta anche la locale nazionale:

| Tokyo 1º ottobre 1988 | Giappone | 12 – 23 | Università di Oxford | (Chichibu) |

### I Barbarians
La selezione ad Inviti dei Barbarians ha disputato nel 1988 i seguenti incontri:
| Northampton 9 marzo 1988 | East Midlands | 13 – 52 | Barbarians |  |

| Glasgow 3 settembre 1988 | Glasgow Academicals | 22 – 42 | Barbarians | New Anniesland |

| Newport 4 ottobre 1988 | Newport RFC | 18 – 60 | Barbarians | Rodney Parade |

| Cardiff 26 novembre 1988 | Australia XV | 40 – 22 | Barbarians | National Stadium |

| Leicester 28 dicembre 1988 | Leicester Tigers | 19 – 36 | Barbarians | Welford Road |

## Campionati nazionali
- Africa:

| Sudafrica | Currie Cup | Northern Transvaal |

- Oceania:

| Nuovo Galles del Sud | Shute Shield                     | Randwick   |
| Queensland           | Premier Rugby                    | University |
| Australia            | Campionato per Club              | Randwick   |
| Nuova Zelanda        | National Provincial Championship | Auckland   |

- Americhe:

| Argentina   | Camp. Argentino        | Tucumàn           |
|             | Camp. di Buenos Aires  | San Isidro        |
| Brasile     | Campionato             | Bandeirantes (SP) |
| Canada      | Campionato Provinciale | British Columbia  |
| Stati Uniti | Campionato             | OMBAC San Diego   |

- Europa:

| Irlanda          | Interprovinciale         | Ulster             |
| Galles           | Campionato               | Pontypool RFC      |
|                  | WRU Challenge Cup        | Llanelli RFC       |
| Inghilterra      | Coppa                    | Harlequin FC       |
|                  | Campionato delle Contee  | Lancashire         |
|                  | Campionato               | Leicester Tigers   |
| Francia          | Campionato               | Agen               |
|                  | Challenge du Manoir      | Stade Toulousain   |
| Italia           | Campionato               | Rovigo             |
| Scozia           | Campionato dei distretti | Edimburgo          |
|                  | Campionato               | Kelso              |
| Unione Sovietica | Campionato               | Kutaissi           |
|                  | Coppa                    | Alma-Ata           |
| Romania          | Campionato               | Steaua Bucarest    |
| Portogallo       | Campionato               | Benfica            |
|                  | Coppa                    | CDUL               |
| Spagna           | Spagna (Copa del Rey)    | Arcquiteura Madrid |